# Gabriele Basilico
Dalmazio Gabriele Basilico (Milano, 12 agosto 1944 – Milano, 13 febbraio 2013) è stato un fotografo italiano.

## Biografia e attività
Esordisce alla fine degli anni sessanta con fotografie di indagine sociale.
Dopo la laurea in Architettura al Politecnico di Milano (1973), si dedica alla fotografia con continuità. 
Data agli anni 1978-1980 la sua prima ricerca importante - Milano. Ritratti di fabbriche - presentata nel 1983 al PAC (Padiglione d'arte contemporanea di Milano).
Il primo incarico internazionale è del 1984, quando viene invitato a partecipare, unico italiano, alla Mission Photographique de la DATAR, l'importante progetto di documentazione delle trasformazioni del paesaggio contemporaneo voluto dal governo francese. Da questo lavoro nascono il libro e la mostra Bord de mer.
Dopo qualche anno, nel 1990, riceve a Parigi il “Prix Mois de la Photo” per la mostra e il libro Porti di Mare.
Nel 1991 con un importante progetto sulla città di Beirut, devastata da una guerra civile durata quindici anni, la sua notorietà si sposta a un livello ancora più decisamente internazionale. 
Un primo bilancio sul suo lavoro è oggetto della retrospettiva alla Fondazione Galleria Gottardo di Lugano nel 1994 e del volume L'esperienza dei luoghi. Fotografie 1978-1993.
Invitato alla Biennale di Venezia del 1996 con la mostra Sezioni del paesaggio italiano/Italy. Cross Sections of a Country, in collaborazione con Stefano Boeri, riceve il premio “Osella d'oro” per la fotografia di architettura contemporanea. 
Nel 1999 pubblica Interrupted City e Cityscapes, con oltre trecento immagini sulle città realizzate a partire dalla metà degli anni Ottanta, da cui seleziona una serie di fotografie per le esposizioni allo Stedelijk Museum di Amsterdam, al CPF (Centro Portugues de Fotografia) di Porto, al MART (Museo d'Arte Moderna di Trento e Rovereto) di Trento, e al MAMBA (Museo de Arte Moderno) di Buenos Aires. 
Nel 2000 svolge un lavoro sull'area metropolitana di Berlino su invito del DAAD (Deutscher Akademischer Austausch Dienst) ed espone Milano, Berlin, Valencia all' IVAM (Istituto Valenciano de Arte Moderno) di Valencia. Riceve inoltre il premio “I.N.U.” (Istituto Nazionale di Urbanistica) per il suo contributo alla documentazione dello spazio urbano contemporaneo.
Nel 2002 la GAM, Galleria civica d'arte moderna e contemporanea di Torino gli dedica una retrospettiva, e nell'ambito di Photo España con il volume Berlin vince il premio per il miglior libro fotografico dell'anno.
Nel 2003 partecipa alla V Biennale di Architettura e di Design di Sao Paulo con una mostra in collaborazione con Alvaro Siza, successivamente esposta alla Triennale di Milano e al PAN di Napoli.
Nel 2005 pubblica il libro Scattered City, raccolta di centosessanta immagini inedite di città d'Europa. Nel 2006 espone alla Fundação Calouste Gulbenkian di Lisboa e riceve un incarico di lavoro dal Nouveau Musée National de Monaco. In collaborazione con Amos Gitai realizza inoltre una video proiezione sulla città di Beirut.
Nel 2006 pubblica il volume Photo Books 1978-2005, che raccoglie e illustra tutti i suoi libri personali e molti dei più importanti libri collettivi a cui ha preso parte. Lo stesso anno, in occasione di una grande retrospettiva alla Maison Européenne de la Photographie di Parigi pubblica la monografia Appunti di un Viaggio/Carnet de travail 1969/2006.
Nel 2007 espone al Palazzo della Ragione di Mantova, all'Ara Pacis di Roma, alla Fondazione Ragghianti di Lucca, alla Pinacoteca Provinciale di Bari.

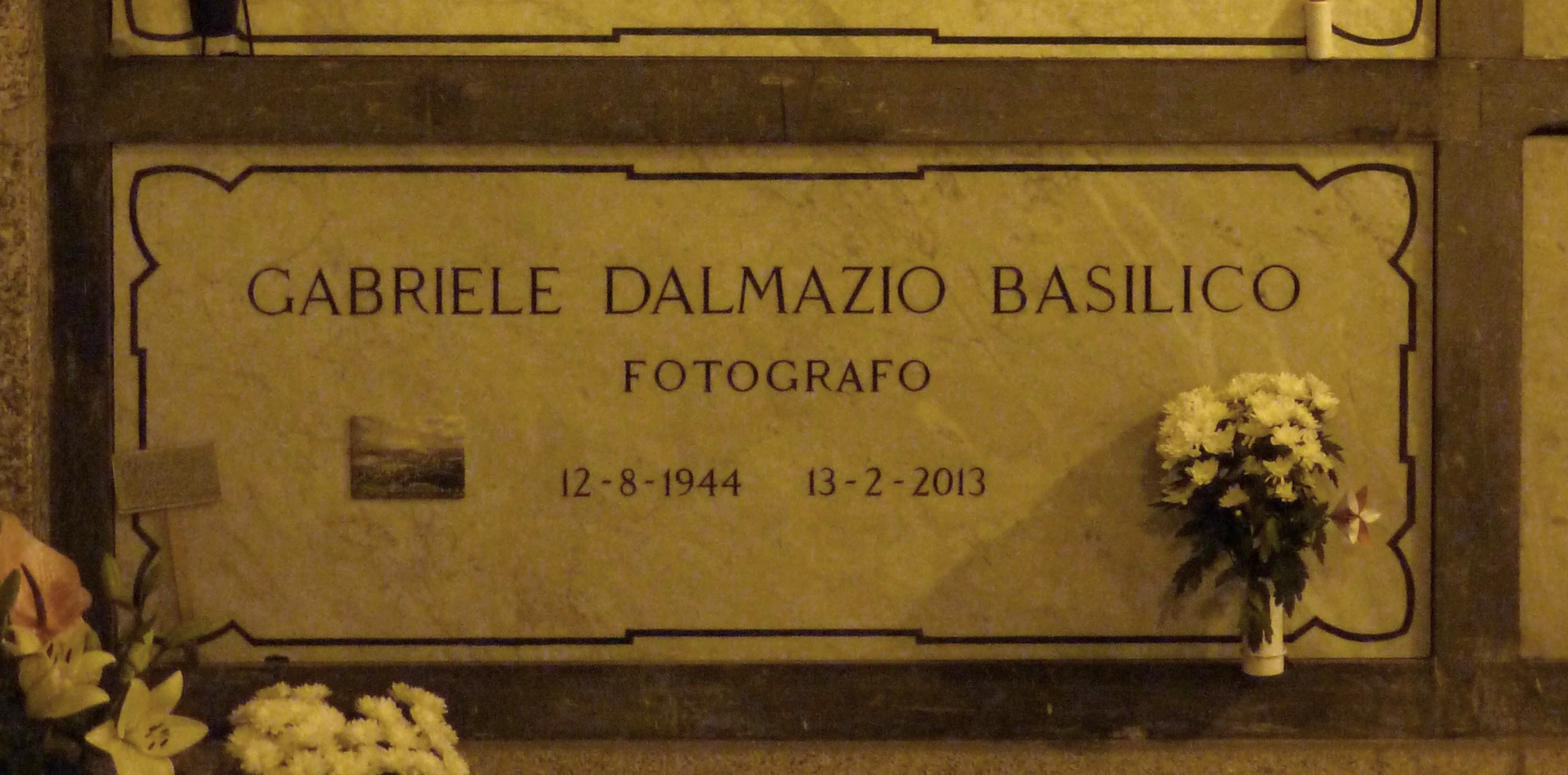
Lapide di Gabriele Basilico nel Famedio di Milano

È anche invitato alla Cinquantaduesima Esposizione d'Arte della Biennale di Venezia dove presenta fotografie della serie Beirut 1991. 
Sempre nel 2007 realizza una grande campagna fotografica sulla Silicon Valley su incarico del SFMoMA (San Francisco Museum of Modern Art) di San Francisco, dove espone nel 2008, pubblicando il volume Gabriele Basilico-Silicon Valley. Inoltre riceve dalla Fondazione Astroc di Madrid il “Premio Internazionale per la Fotografia di Architettura” ed espone in quella sede. La mostra è accompagnata dal volume Intercity.
Nel 2008 realizza una ricerca sulla città di Roma, presentata al Palazzo delle Esposizioni con il libro Roma 2007. Lo stesso anno presenta una ricerca sulla trasformazione della città di Mosca vista dalle sette “Torri staliniane”, svolta in collaborazione con Umberto Zanetti, alla Cité de l'Architecture/Palais de Chaillot di Parigi. Il volume che raccoglie il lavoro si intitola Mosca verticale.
La sua ricerca va sempre più allargandosi alle grandi metropoli del mondo e nel 2010-2011 lavora su Istanbul, Shanghai, Rio de Janeiro, pubblicando nel 2010 Istanbul 05.10, nel 2011 Da Istanbul a Shanghai, sempre nel 2011 Basilico. Rio de Janeiro 2011.
Nel 2012 partecipa alla XIII Mostra Internazionale di Architettura della Biennale di Venezia con il progetto Common Pavilions, ideato da Adele Re Rebaudengo e realizzato in collaborazione con Diener & Diener Architekten, Basilea. Il libro Common Pavilions viene pubblicato nel 2013.
Basilico ha sempre intrecciato il suo instancabile lavoro fotografico sulla morfologia e le trasformazioni della città e del paesaggio contemporaneo con attività seminariali, lezioni, conferenze, riflessioni condotte anche attraverso la parola scritta. Il suo pensiero è stato raccolto e sintetizzato nel 2007 nel volume Gabriele Basilico. Architettura, città, visioni, a cura di Andrea Lissoni, mentre nel 2012 ha pubblicato Leggere le fotografie in dodici lezioni.
Dopo una grave malattia combattuta per circa un anno e mezzo, muore in un ospedale della sua città natale; viene tumulato nella cripta del Famedio del Cimitero Monumentale di Milano.

## Opere
Le trasformazioni del paesaggio contemporaneo, la forma e l'identità delle città e delle metropoli, sono stati gli ambiti di ricerca privilegiati di Gabriele Basilico. Su questi temi ha pubblicato oltre sessanta libri personali. Tra le molte città metodicamente affrontate vi sono Amburgo, Barcelona, Bari, Beirut, Berlino, Bilbao, Bolzano, Francoforte, Genova, Graz, Istanbul, Lisboa, Liverpool, Losanna, Madrid, Montecarlo, Mosca,  Napoli, Nizza, Palermo, Parigi, Roma, Rio de Janeiro, Rotterdam, San Francisco, San Sebastian, Shanghai, Torino, Trieste, Valencia, Zurigo. Ha partecipato a innumerevoli progetti di committenza pubblica su incarico di importanti istituzioni ed è stato insignito di molti premi. Le sue fotografie fanno parte di prestigiose collezioni pubbliche e private italiane e internazionali.
All'interno della sua vasta opera di riflessione sulle trasformazioni dei territori urbanizzati nel passaggio dall'era industriale a quella postindustriale, il tema della città come complesso e raffinato prodotto dell'economia e della storia occupa un posto centrale. Guidato da una passione sincera e da una viva ammirazione per le architetture e tutti i manufatti che nel tempo hanno dato forma alle città, egli ha scelto il rigore dello stile documentario per raccontarne il costante processo di stratificazione e ibridazione che le modella, in un lavoro di indagine del rapporto tra l'uomo e lo spazio costruito durato quasi quarant'anni. Con metodi diversi ma sempre fedeli allo stile descrittivo, ha creato una ininterrotta narrazione dei luoghi, indagando le singole città e al tempo stesso ponendole in relazione tra loro, restituendo la straordinaria articolazione degli scenari urbani nei quali vive l'uomo contemporaneo.
La città di Basilico non è mai fatta di “immagini rubate”, come è nello stile dei reporter, non è quella affollata di William Klein, che egli pure ha ammirato all'inizio della sua carriera così come Bill Brandt, non è quella raccontata dal fotografo italiano che ha considerato il suo primo maestro, Gianni Berengo Gardin. Egli ha adottato invece quel modo analitico che segna la grande fotografia documentaria del Novecento, e che troviamo in Eugène Atget, Charles Marville, nella Neue Sachlichkeit, in Albert Renger Patzsch, in August Sander. Un modo che è alla base dello sguardo aperto e democratico di Walker Evans, suo maestro, e caratterizza la metodicità concettuale di Bernd e Hilla Becher oppure l'indagine di Lewis Baltz. Un modo sul quale hanno avuto influenza la fissità delle città disabitate di Giorgio De Chirico e l'attenzione alle volumetrie urbane delle periferie dipinte da Mario Sironi, oppure il disegno dello spazio prospettico di Canaletto o Bellotto, tutti pittori che amava.
Ha costruito così un metodo compatto e coerente, irrobustito da quel tornare e ritornare sui luoghi, quel continuo guardare e riguardare il paesaggio antropizzato che ha orientato quella vasta area della fotografia contemporanea che ha come vocazione l'osservazione del mondo in trasformazione.
Collocazione
Di seguito è riportata una lista non esaustiva dei musei che ospitano opere di Basilico:
- Archives Departementales Pas-de-Calais, Dainville
- Archivi della Provincia di Lodi
- Archivi Fotografici Regione Lombardia, Milano
- Archivio Provinciale di Bolzano
- Archivio storico delle arti contemporanee della Biennale di Venezia (ASAC), Venezia
- Arquivo de la Camera Municipal, Lisbona
- Biblioteca nazionale di Francia, Parigi
- Caisse des dépôts et consignations, Parigi
- Canadian Centre of Art (CCA), Montreal
- CAV/Encontros de Fotografia, Coimbra
- Centre de la Photographie de la Ville de Nice, Nizza
- Centro Cultural de Belém, Lisbona
- Centro Galiego de Arte Contemporanea, Santiago de Compostela
- Centro Portuguès de Fotografia (CPF), Porto
- Centro Studi e Archivio della Comunicazione (CSAC), Parma
- Deutsches Architekturmuseum, Francoforte sul Meno
- Deutsche Bank, Milano

- DG Bank, Francoforte sul Meno
- Die Neue Sammlung, Monaco di Baviera
- Fondazione Bisazza, Vicenza
- Fondation Cartier pour l'Art Contemporain, Parigi
- Fondazione Giorgio Cini, Venezia
- Fondazione Fotografia Modena, Modena
- Fondazione Gottardo, Lugano
- Fondazione Sandretto Re Rebaudengo, Torino
- Fondazione Bisazza, Vicenza
- Fond Nationale d'Art Contemporain (FNAC), Parigi
- Fond Regional d'Art Contemporain (FRAC), Orléans
- Fundaciò Banesto, Madrid
- Galleria civica di Modena, Modena
- Galleria Civica d'Arte Moderna e Contemporanea, Torino
- Galleria d'arte moderna e contemporanea, Bergamo
- Maison Europeénne de la Photographie, Parigi
- International Center of Photography (ICP), New York
- Instituto Valenciano de Arte Moderno (IVAM), Valencia

- Kreditanstalt fur Wiederaufbau, Francoforte sul Meno/Berlino
- Kunsthaus, Zurigo
- Getty Images, Londra
- Merrill Lynch, Londra
- Musée de l'Elysèe, Losanna
- MAG Museo Alto Garda, Riva del Garda
- Museo d'arte contemporanea del castello di Rivoli, Rivoli
- Museo d'arte moderna e contemporanea di Trento e Rovereto (MART), Rovereto
- Museo de Bellas Artes, Bilbao
- Museo de Càceres, Càceres
- Museo di fotografia contemporanea (MUFOCO) - Cinisello Balsamo
- Museo Nacional Centro de Arte Reina Sofía - Madrid
- Musée national d'Art moderne – Centre Georges Pompidou (Centre de Création Industrielle) - Parigi
- MAXXI - Museo nazionale delle arti del XXI secolo - Roma
- Museum of Modern Art (MOMA) - New York
- Museum of Modern Art San Francisco (SFMoMA) - San Francisco
- Solidere, Beirut
- Stedelijk Museum - Amsterdam
- UBS Italia, Genova
- Ufficio Archivio Storico e Biblioteca della Provincia Regionale di Palermo
- Unicredit Banca, Milano
- Stazione Vanvitelli, Napoli